# Berengar Rajmund II
Berengar Rajmund II zwany Bratobójcą (hiszp. Berenguer Ramón II el Fratricida; ur. w 1053/4 roku, zm. po 20 czerwca 1097 roku w Jerozolimie) – hrabia Barcelony od 1076 do 1097; do 1082 razem z bratem-bliźniakiem Rajmundem Berengarem II jako współrządca; od 1086 roku wraz z jego synem Rajmundem Berengarem III Wielkim.

## Pochodzenie i młodość
Urodził się jako syn Rajmunda Berengara I Starego (hrabiego Barcelony w latach 1035-1076) oraz jego trzeciej żony Almodis, córki Bernarda I z La Marche. Miał brata-bliźniaka Rajmunda Berengara II, co jest rzadką sytuacją w rodzinach królewskich. Ich starszy przyrodni brat, Piotr Rajmund w 1073 roku zabił Almodis, która starała się go odsunąć od dziedziczenia tronu. Gdy morderstwo wyszło na jaw, Piotr Rajmund został wygnany przez ojca i wydziedziczony. Tym samym bracia bliźniacy zostali dziedzicami hrabstwa.

## Panowanie wspólnie z bratem

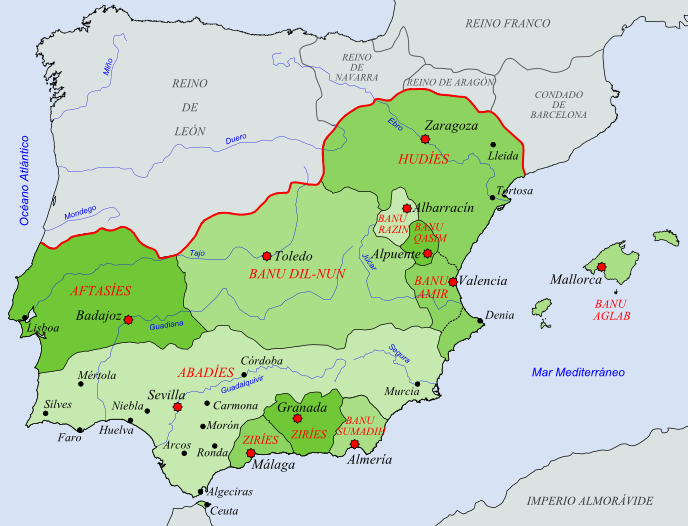
Stan posiadania na Półwyspie Iberyjskim około 1080 roku

Intencją Rajmunda Berengara I było to, by bracia rządzili wspólnie (pro indiviso) Barceloną, Gironą i Osoną. Nie było to możliwe ze względu na otwarty konflikt między braćmi o władzę. Do zwierzchniej roli pretendował Rajmund Berengar jako urodzony najpierw. Pod koniec 1077 roku papież Grzegorz VII wysłał Amata de Olorón, w celu zdobycia poparcia dla swych reform, ale także, by zażegnać konflikt między braćmi. Dwa lata później bracia zgodzili się, że będą mieszkać po sześć miesięcy w roku naprzemiennie w pałacu i administrować terytorium. Wspólnie mieli wydawać wyroki czy otrzymywać przychody z podatków. Jednak w 1080 roku Berengar Rajmund II zajął Carcassonne, Razès oraz zamki Barberá.
W 1077 roku wyruszył na wojnę przeciw muzułmańskim władcom Sewilli (i należącej do niej Murcii), Toledo, Grenady i Malagi. Jako że te państwa były sojusznikami Alfonsa VI Mężnego, zakończyła się ona niepowodzeniem. W 1078 roku Lnianogłowy na krótko oddał swego brata jako zabezpieczenie za uciekinierów i pojmanego króla z taify Lleida.
W 1081 roku do Barcelony przybył sławny rycerz Cyd, skłócony z królem Kastylii i Leónu Alfonsem VI. Zaoferował swą pomoc w walce z muzułmanami, ale spotkał się z obojętnością rządzących. Wobec tego opuścił Barcelonę i oddał się w usługi emira Saragossy, al-Muqtadira. Bracia zawiązali sojusz z panem Urgell i islamskim władcą Lleidy do walki z Saragossą. Udało się odbić Sidamon, Torregrossę, i Conca de Barberà, a także zasiedlić rejon L'Espluga de Francolí, gdzie do 1079 pojawiła się duża populacja chrześcijan. W 1082 Rajmund Berengar w bitwie pod Almenara pokonał wrogą armię pod dowództwem Cyda i wziął go w niewolę na kilka miesięcy. Jednocześnie Berengar Rajmund trafił do niewoli, z której zapewne został wykupiony za znaczną sumę. Prawdopodobnie w latach 80. XI wieku jeszcze raz trafił do muzułmańskiej niewoli, próbując odbić Walencję. Później Cyd zasłynął walcząc ponownie dla chrześcijan, a jego córka wyszła za Rajmunda Berengara III.

## Panowanie samodzielne i z bratankiem
Rajmund Berengar II zmarł podczas polowania w 1082 roku w niejasnych okolicznościach. O zlecenie zabójstwa podejrzewa się brata bliźniaka, któremu historiografia nadała przydomek Bratobójca. Jedyny syn jego brata, Rajmund Berengar III, urodził się dopiero w 1082 roku. Na skutek żądań lokalnej szlachty w 1086 roku został uczyniony współwładcą (koronowany w 1093), a samodzielną władzę miał objąć 11 lat później po uzyskaniu pełnoletniości. Okres bardziej samodzielnego panowania Berengara Rajmunda II przyniósł hrabstwu Barcelony nabytki terytorialne. Przystąpił on do kolonizacji Camp de Tarragona. Ze względu na trudności w pozyskaniu ludności na te tereny przekazał ziemie osadnikom w formie alodium. Walczył też z okolicznymi taifami muzułmańskimi. Jednakże utrzymywał status quo swych lenn Cerdanyi i Besalú, które podbił dopiero jego następca.

## Wygnanie i śmierć
Zgodnie z umową w 1097 przestał być hrabią Barcelony. Ciążyły na nim oskarżenia o zabójstwo brata i prawdopodobnie przegrał pojedynek sądowy, zarządzony, gdy kastylijski szlachcic oskarżył go o morderstwo przed Alfonsem VI. W tym samym roku udał się na pierwszą krucjatę – być może była to forma pielgrzymki, kary lub ucieczki. Zniknął podczas niej po 20 czerwca 1097 roku. Spekuluje się, że dołączył do Rajmunda IV z Tuluzy i zginął w 1099 podczas oblężenia Jerozolimy. Nic nie wiadomo o tym, by się ożenił lub pozostawił potomstwo, więc po jego wygnaniu pełnię władzy przejął bratanek.